# 1685 Toro
För andra betydelser, se Toro.
1685 Toro eller 1948 OA är en asteroid som korsar Jordens och Mars omloppsbana. Den upptäcktes 17 juli 1948 av den amerikanske astronomen Carl A. Wirtanen vid Lick Observatory. Den har fått sitt namn efter Betulia Toro Herrick, fru till den amerikanske astronomen Samuel Herrick. Betulia har också fått namnge asteroiden 1580 Betulia.
Asteroiden har en diameter på ungefär 3 kilometer och den tillhör asteroidgruppen Apollo.